# ماتياس مونيوث
ماتياس مونيوث (بالإسبانية: Matías Muñoz)‏ هو لاعب كرة قدم أرجنتيني في مركز الدفاع، ولد في 1996 في الأرجنتين. لعب مع فيرو كاريل أويستي.

## وصلات خارجية
- ماتياس مونيوث على موقع قاعدة بيانات كرة القدم.إي يو (الإنجليزية)
- ماتياس مونيوث على موقع Soccerway.com (الإنجليزية)